# Kristen Hamilton
Kristen Hamilton (Littleton, Colorado, Estados Unidos; 17 de abril de 1992) es una futbolista estadounidense. Juega como delantera en el Kansas City NWSL de la National Women's Soccer League de Estados Unidos.

## Trayectoria

### Western New York Flash (2014-2016)
En 2014, Hamilton fue reclutada por el Western New York Flash como la 36.ª jugadora seleccionada en el Draft universitario de la NWSL, y fue la primera graduada de la Universidad de Denver en ser elegida en un draft de la NWSL. Sin embargo, no pudo jugar esa temporada debido a una rotura del ligamento cruzado anterior sufrida en un entrenamiento.
En 2016, Hamilton participó en la final de la NWSL que coronó campeón al Flash, entrando como reemplazo en tiempo adicional.

### North Carolina Courage (2017-presente)
A comienzos del 2017, el Western New York Flash fue vendido y se trasladó a Carolina del Norte, convirtiéndose en el North Carolina Courage.
En esta temporada, anotó 4 goles en 16 partidos, jugó la semifinal reemplazando a Debinha en el primer tiempo, y estuvo en el equipo inicial que disputó la final del campeonato, para ser luego reemplazada en el minuto 39 debido a una lesión. El equipo perdió la final 1 a 0 contra el Portland Thorns FC.
En 2018, jugó 23 partidos durante la temporada regular, formando parte del equipo inicial en 8 ocasiones y convirtiendo 3 goles. Como reemplazo en el segundo tiempo, participó de la semifinal y la final del campeonato que vería al Courage ganar su primer título, luego de un 3 a 0 contra el Thorns.
En 2019, Hamilton anotó su primer hat trick como jugadora profesional repitiéndolo un mes después, esta vez con 4 goles, y empatando el récord de la jugadora con más goles en un solo partido en la historia de la NWSL, junto a Sam Kerr.

## Clubes
| Club                                | País           | Año             |
| ----------------------------------- | -------------- | --------------- |
| Colorado Rapids Women               | Estados Unidos | 2012 - 2014     |
| Western New York Flash              | Estados Unidos | 2014 - 2016     |
| North Carolina Courage              | Estados Unidos | 2017 - 2021     |
| Western Sydney Wanderers (préstamo) | Australia      | 2019            |
| Kansas City NWSL                    | Estados Unidos | 2021 - presente |

## Palmarés

### Campeonatos nacionales
| Título                         | Club                   | País           | Año  |
| ------------------------------ | ---------------------- | -------------- | ---- |
| National Women's Soccer League | Western New York Flash | Estados Unidos | 2016 |
| National Women's Soccer League | North Carolina Courage | Estados Unidos | 2018 |
| National Women's Soccer League | North Carolina Courage | Estados Unidos | 2019 |

### Campeonatos internacionales
| Título                      | Equipo                 | Sede  | Año  |
| --------------------------- | ---------------------- | ----- | ---- |
| International Champions Cup | North Carolina Courage | Miami | 2018 |

### Distinciones individuales
| Distinción          | Año     |
| ------------------- | ------- |
| Medalla Julie Dolan | 2019-20 |